# Cộng hòa Zamboanga
Cộng hoà Zamboanga là một quốc gia cộng hòa có chủ quyền tồn tại trong thời gian ngắn, do Đại tướng Vicente Alvarez với Lực lượng Cách mạng Zamboangueño thành lập sau khi chính phủ Tây Ban Nha ở Zamboanga chính thức đầu hàng và biến thành kết thúc Real Fuerza de Nuestra Señora La Virgen del Pilar de Zaragoza to Gen. Vicente Álvarez vào 28 tháng 5 năm 1899, Gen. Vicente Álvarez tuyên bố độc lập và trở thành tổng thống đầu tiên và cuối cùng được bầu của nước cộng hòa.

## Di sản

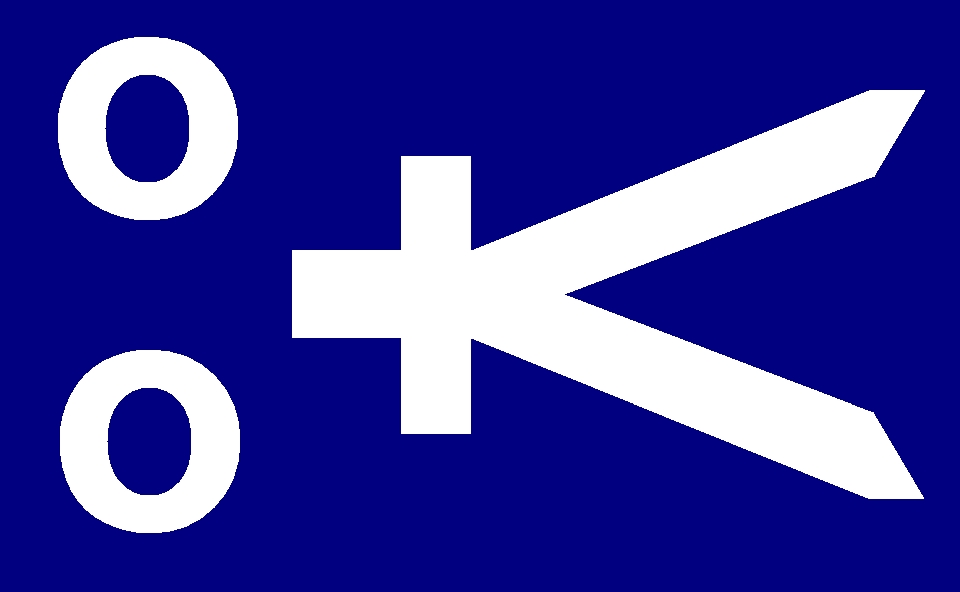

Cộng hòa Zamboanga trong nhiệm kỳ của Tổng thống Álvarez đã tuyên bố quyền lãnh thổ đối với các đảo Mindanao, Basilan và Sulu, bao gồm tất cả miền nam Philippines trong cuộc chiến chống lại người Tây Ban Nha, người Mỹ và người bản địa của các đảo đó. Tuy nhiên, chủ quyền thực tế của Cộng hòa chỉ mở rộng đến các ranh giới hiện tại của Thành phố Zamboanga.